# Enrique Mateos
Enrique Mateos Mancebo (15 de julho de 1934 - 6 de julho de 2001) foi um Futebolista espanhol que jogou como atacante.
Ele jogou 123 jogos na La Liga e fez 48 gols ao longo de 13 temporadas, representando Real Madrid, Sevilla e Betis.

## Carreira
Nascido em Madrid, Mateos jogou a maior parte de sua carreira no Real Madrid. Ele foi principalmente um jogador reserva durante seu período de oito anos com a equipe, que ganhou 13 títulos principais durante esse período; sua melhor produção ocorreu durante a temporada de 1956-57, quando teve os melhores número: 14 gols em 21 jogos; Além disso, ele ganhou nove jogos em 16 aparições na Liga dos Campeões, ganhando o torneio em quatro ocasiões.  
Mateos deixou os Merengues no verão de 1961, com números oficiais de 93 jogos e 50 gols. Ele representou posteriormente, em seu país, o Sevilla FC, o Recreativo de Huelva, o Real Betis e a Gimnástica de Torrelavega, sofrendo lesões graves ao serviço do primeiro de que ele nunca se recuperou completamente; até sua aposentadoria aos 37 anos, ele também jogou para os Cleveland Stokers na North American Soccer League.
Posteriormente, Mateos trabalhou como Treinador. Sua maior conquista a nível profissional consistiu em liderar o Cádiz CF para sua primeira promoção a primeira divisão 1977, sendo demitido cedo no ano seguinte, já que os andaluzes foram eventualmente rebaixados de volta.

## Seleção
Mateos jogou oito vezes na Seleção Espanhola, durante quatro anos. Ele marcou em sua estreia em 31 de março de 1957, em um amistoso contra a Bélgica.

## Morte
Mateos morreu em Sevilha em 6 de julho de 2001, duas semanas antes de completar 67 anos de idade. 

## Titulos
Real Madrid
- La Liga: 1953-54 , 1954-55 , 1956-57 , 1957-58 , 1960-61
- Liga dos Campeões: 1955-56 , 1956-57 , 1957-58 , 1958-59 , 1959-60
- Copa Intercontinental: 1960
- Copa Latina: 1955, 1957